# Sacile (stacja kolejowa)
Sacile (włoski: Stazione di Sacile) – stacja kolejowa w Sacile, w regionie Friuli-Wenecja Julijska, we Włoszech. Znajdują się tu 2 perony.

## Historia
Stacja została otwarta w 1855 roku, gdy stacja uzuskała połączenie ze stacją Pordenone i Treviso i kilka miesięcy później z dworcem Casarsa. W 1930 roku stacja uzyskała połączenie z Pinzano, pozwalając dotrzeć do Gemona del Friuli dzięki linii kolejowej Casarsa - Pinzano - Gemona del Friuli.

## Połączenia
Połączenia dalekobieżne:
- EuroStarCity do Mediolanu
- InterCityNotte "Marco Polo" do Bolonii, Florencji, Rzymu, Neapolu